# 종가로
종가로(Jongga-ro)는 울산광역시 중구 다운동울산테크노파크교차로에서 중구 장현동 장현1고가교 울산광역시의 도로이다.

## 주요 경유지
울산광역시
- 중구 (다운동 . 태화동 . 성안동 . 우정동 . 중앙동 . 복산동 . 약사동 . 병영동 . 장현동)

## 노선
| 이름                   | 접속 노선 | 소재지     | 소재지 | 소재지 | 비고                                                                 |
| ---------------------- | --------- | ---------- | ------ | ------ | -------------------------------------------------------------------- |
| 울산테크노파크교차로   | 다전로    | 울산광역시 | 중구   | 다운동 |                                                                      |
| 최제우유허지입구교차로 | 원유곡길  | 울산광역시 | 중구   | 태화동 |                                                                      |
| 유곡교차로             | 이예로    | 울산광역시 | 중구   | 태화동 |                                                                      |
| 함월삼거리             | 종가3길   | 울산광역시 | 중구   | 태화동 |                                                                      |
| 울산중부소방서교차로   |           | 울산광역시 | 중구   | 태화동 |                                                                      |
| 울산초교교차로         | 종가5길   | 울산광역시 | 중구   | 태화동 |                                                                      |
| 교육청사거리           | 길촌길    | 울산광역시 | 중구   | 태화동 |                                                                      |
| 공룡테마파크           |           | 울산광역시 | 중구   | 태화동 | 유곡동공룡발자국화석산지 주차장 연결 석유공사 방면 진입, 진출만 가능 |
| 석유공사 후문          |           | 울산광역시 | 중구   | 우정동 |                                                                      |
| 석유공사 정문          |           | 울산광역시 | 중구   | 우정동 |                                                                      |
| 한국에너지공단교차로   | 종가6길   | 울산광역시 | 중구   | 우정동 |                                                                      |
| 근로복지공단           |           | 울산광역시 | 중구   | 중앙동 |                                                                      |
| 도로교통공단면러본부   |           | 울산광역시 | 중구   | 중앙동 |                                                                      |
| 혁신도시사거리         | 성안로    | 울산광역시 | 중구   | 성안동 |                                                                      |
| 문화의전당             |           | 울산광역시 | 중구   | 성안동 |                                                                      |
| 울산중학교사거리       | 종가7로   | 울산광역시 | 중구   | 복산동 |                                                                      |
| 그린에비뉴아파트교차로 |           | 울산광역시 | 중구   | 복산동 |                                                                      |
| 중구청입구삼거리       |           | 울산광역시 | 중구   | 약사동 |                                                                      |
| 약사고사거리           |           | 울산광역시 | 중구   | 약사동 |                                                                      |
| 약사고교후문           |           | 울산광역시 | 중구   | 약사동 |                                                                      |
| 해얀학교               |           | 울산광역시 | 중구   | 약사동 |                                                                      |
| 약사제방교             |           | 울산광역시 | 중구   | 약사동 |                                                                      |
| 약사제방전시관         | 종가12길  | 울산광역시 | 중구   | 약사동 |                                                                      |
| 약사마을교차로         | 달빛로    | 울산광역시 | 중구   | 약사동 |                                                                      |
| 외솔중사거리           |           | 울산광역시 | 중구   | 병영동 |                                                                      |
| 에일린의뜰2차교차로    | 종가22길  | 울산광역시 | 중구   | 병영동 |                                                                      |
| 골드클래스교차로       | 종가29길  | 울산광역시 | 중구   | 병영동 |                                                                      |

## 주요 건물및 시설
- 울산중부소방서 (울산광역시 중구 다운동 종가로 205)
- GS25 우정동서점 (울산광역시 중구 다운동 종가로 245)
- GS25 한국석유공사점 (울산광역시 중구 우정동 종가로 305)
- 이마트24 울산우정혁신점 (울산광역시 중구 우정동 종가로 310)
- 투썸플레이스 울산우정혁신도시점 (울산광역시 중구 우정동 종가로 310)
- 세븐일레븐 울산우정TTM점 (울산광역시 중구 우정동 종가로 313)
- 근로복지공단 (울산광역시 중구 중앙동 종가로 340)
- 한국안전산업안전보건공단 (울산광역시 중구 중앙동 종가로 400)
- IBK기업은행 안전보건공단출장소 (울산광역시 중구 중앙동 종가로 400)
- 한국전기안전공사 울산지사 (울산광역시 중구 중앙동 종가로 425)
- 농협 울산혁신신도시지점 (울산광역시 중구 약사동 종가로 641)
- 외솔초등학교(울산광역시 중구 약사동 종가로 700)
- 외솔중학교 (울산광역시 중구 약사동 종가로 710)